# Pontonnier

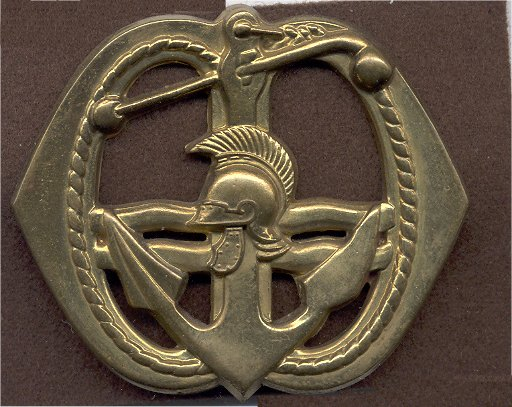
Baretembleem van de Pontonniers 1e model vanaf 1947

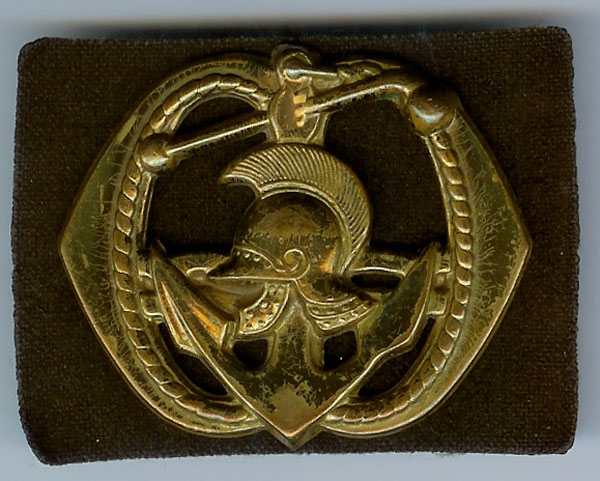
Baretembleem van de Pontonniers, hedendaags model

Pontonniers zijn een onderdeel van de genie dat zich met het bouwen van (tijdelijke) bruggen bezighoudt. Deze bruggen worden op bredere rivieren en zee-engtes op aan elkaar gebonden pontons gelegd. De techniek is al oud, volgens Herodotus legden de Perzen onder Xerxes I een pontonbrug over de Hellespont om Griekenland te bereiken. De geallieerden gebruikten na de ineenstorting van de brug bij Remagen in 1945 pontonbruggen over de Rijn.
De Nederlandse pontonniers onder kapitein George Diederich Benthien onderscheidden zich in 1812 bijzonder bij de Berezina bij de terugtocht van de resten van de legers van Napoleon na de mislukte Franse invasie van Rusland.

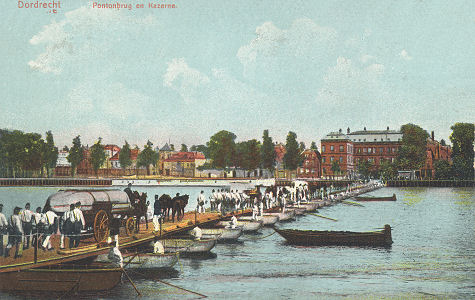
Benthien- of Pontonnierskazerne te Dordrecht met er voor een pontonbrug over de rivier in ca. 1900